# Pünktchen und Anton (1999)
Pünktchen und Anton ist ein deutscher Kinderfilm aus dem Jahr 1999 von der Regisseurin Caroline Link. Während sich die erste Verfilmung des Romans von 1953 eng an die Vorlage hielt, basiert dieser Film nur entfernt auf dem gleichnamigen Buch von Erich Kästner.

## Handlung
Luise, genannt Pünktchen, und Anton sind die besten Freunde. Während Pünktchen als Tochter eines Kardiologen in einer Villa mit Köchin und Au-pair-Mädchen lebt, teilt sich Anton mit seiner kranken Mutter eine kleine Wohnung. Er muss regelmäßig in Giovannis Eiscafé aushelfen, damit seine Mutter ihren Job dort nicht verliert, während sie krank ist. Pünktchen hat zwar keine finanziellen Sorgen, leidet aber unter der ständigen Abwesenheit ihrer Eltern. Antons Verhältnis zu seiner Mutter ist gut, jedoch hält er vor ihr geheim, dass er für sie im Eiscafé arbeitet und deswegen übermüdet in die Schule kommt und Probleme hat. Sie soll sich keine Sorgen machen.
Auf einer Feier in der Villa Pogge stiehlt Anton ein wertvolles Feuerzeug. Er versucht es zu verkaufen, um von dem Geld mit seiner Mutter ans Meer zu fahren. Als seine Mutter das Feuerzeug findet und ihn zur Rede stellt, läuft Anton weg, um seinen unbekannten Vater in Berlin zu finden. Antons Mutter bringt das Feuerzeug zurück und will sich entschuldigen, wird aber von Pünktchens Mutter abgewiesen. Antons Irrfahrt in Giovannis Eisbus endet in einem Feld und er verträgt sich wieder mit seiner Mutter.
Pünktchen, die sich wegen des Feuerzeuges mit ihren Eltern gestritten hat, verkleidet sich als Straßenkind und singt nachts im U-Bahnhof Karlsplatz. Das so verdiente Geld schenkt sie Anton und seiner Mutter. Charly und Ricky, die beiden Schulrowdies, entdecken Pünktchens geheimes Nachtleben und verkaufen für 100 Mark diese Information an Pünktchens Eltern. Die sind geschockt, als sie ihre Tochter mitten in der Nacht mit einem Obdachlosen singen und tanzen sehen. Zum ersten Mal fällt ihnen auf, wie wenig sie über ihre Tochter wissen.
Carlos, der Freund von Pogges Au-pair-Mädchen Laurence, entwendet auf einer Feier ihre Hausschlüssel, um in die Villa Pogge einzubrechen. Anton, der dies zufällig beobachtet, warnt die dicke Bertha (die Köchin der Familie) am Telefon vor und ruft die Polizei. Die dicke Bertha schafft es tatsächlich, mit Hilfe einer selbstgebauten Falle und einer Bratpfanne, Carlos zu überwältigen. Pünktchens Eltern bedanken sich bei Anton und beginnen, die Freundschaft der Kinder zu akzeptieren.
Pünktchen will kein neues Au-pair-Mädchen mehr, so beschließen ihre Eltern künftig weniger zu arbeiten und mehr Zeit mit ihrer Tochter zu verbringen. Pünktchens Mutter entschuldigt sich bei Antons Mutter für ihr Verhalten und lädt sie und Anton in ihr Ferienhaus am Meer ein. Am Ende des Films sieht man beide Familien zusammen am Strand.
Im Epilog erfährt man, dass sich Charly und Ricky wegen der 100 Mark geprügelt haben und das Geld dabei im Hut des Obdachlosen vom U-Bahnhof gelandet ist.

## Unterschiede zum Original
Anders als der Roman spielt der Film in München. Aus der gelangweilten Partylöwin Frau Pogge wurde eine Pseudo-Menschenrechtlerin. Antons Mutter wurde in eine kranke Akrobatin verwandelt. Anton, im Buch ein zwar armer, aber sehr ehrlicher Junge, stiehlt in Pünktchens Wohnung ein goldenes Feuerzeug. Sein eigentlich toter Vater ist hier lediglich von der Mutter getrennt. Das dümmliche und dem Bösewicht Robert verfallene Fräulein Andacht wurde durch das französische Au-Pair-Mädchen Laurence ersetzt. Diese lässt es sich zwar auf Kosten der Familie gut gehen, aber eigentlich zählt sie zu den Freunden von Pünktchen. Schließlich wurde die Figur des Gottfried Klepperbein in zwei Jungen aufgespalten, die Anton tyrannisieren (was dazuerfunden wurde) und Pünktchen erpressen. Eine weitere Veränderung: Herr Pogge ist nicht, wie im Buch, ein Spazierstockfabrikant, sondern Arzt.

## Kritik
„Ein sympathisches Plädoyer für Freundschaft und Loyalität sowie für mehr Gerechtigkeits- und Wirklichkeitssinn, das einfühlsam den Gefühlsgehalt der Fabel herausarbeitet. Unspektakulär, weitgehend im ‚altmodischen‘ Geist der Vorlage inszeniert und von den erwachsenen Darstellern erfreulich zweckdienlich gespielt, entwickelt sich der Film als flotte Familienunterhaltung mit Musikeinlagen.“

## Auszeichnungen
- 1998 Caroline Link: Bayerischer Filmpreis für Kinderfilm
- 1999 Niki Reiser: Deutscher Filmpreis für Filmmusik
- 1999 Max Felder: Goldener Spatz für Bester Darsteller
- 1999 Caroline Link: Chicago International Children’s Film Festival für Bester Film